# Lamprofillite
La lamprofillite è un minerale appartenente al supergruppo della seidozerite.